# Întâmplări cu Cosa Nostra
Întâmplări cu Cosa Nostra (titlul original: în italiană Cose di Cosa Nostra) este un film de comedie-dramatică italo-francez, realizat în 1971 de regizorul Steno, protagoniști fiind actorii Carlo Giuffré, Pamela Tiffin, Vittorio De Sica și Jean-Claude Brialy.

## Rezumat
Un șef al mafiei italo-americane, numit Don Calogero Bertuccione, prin intermediul mâinii drepte Don Cefalù, îi ordonă picciottoului Salvatore Lo Coco, un sicilian care a emigrat în Statele Unite ale Americii, să se întoarcă în orașul său natal, Castropizzi, pentru a-l ucide pe Don Nicola Manzano zis „Nicky”, pentru că este suspectat că ar fi un spion. Salvatore nu vrea, dar trebuie să se supună pentru a evita răzbunarea mafiei asupra familiei sale. Când a ajuns în Italia, căuta pe cineva care să-l înlocuiască, dar fără succes. După o serie de evenimente grotești, reușește să intre în vila lui Don Manzano, unde descoperă că Don Bertuccione și oamenii săi au fost uciși...

## Distribuție
- Carlo Giuffré – Salvatore Lo Coco
- Pamela Tiffin – Carmela Lo Coco
- Nicoletta Elmi – Mary, fiica lui Salvatore și Carmela (nemenționată)
- Vittorio De Sica – avocatul Michele Cannavale
- Aldo Fabrizi – brigadierul Aldo Panzarani
- Jean-Claude Brialy – Domenico „Mimì” Gargiulo
- Salvo Randone – Don Nicola „Nicky” Manzano
- Mario Feliciani – Don Cefalù, mâna dreaptă a lui Don Calogero Bertuccione
- Mario Brega – polițistul Bevilacqua
- Enzo Cannavale – preotul
- Ennio Antonelli – șoferul lui Don Cefalù (nemenționat)
- Fortunato Arena – omul lui Don Manzano
- Franca Scagnetti – femeia la fereastră (nemenționată)
- Nino Vingelli – Pasquale, barmanul
- Agnès Spaak – Beppi, amanta lui Manzano
- Angela Luce – logodnicul lui Mimì
- Adelaide Moretti –
- Pier Luigi Zollo – superiorul lui Panzarani
- Antonio La Raina – primarul din Castropizzi
- Franca Dominici – doamna Panzarani
- Luca Sportelli – reverendul
- Brizio Montinaro – un băiat de mahala
- Nino Di Napoli – portarul la casa de jocuri de noroc ilegală
- Ettore Arena – Nandino
- Nino Musco – directorul hotelului
- Edoardo Puoti –
- Amedeo Attanasio –